# Poa sierrae
Poa sierrae är en gräsart som beskrevs av John Thomas Howell. Poa sierrae ingår i släktet gröen, och familjen gräs. Inga underarter finns listade i Catalogue of Life.